# العلاقات المارشالية الموريشيوسية
العلاقات المارشالية الموريشيوسية هي العلاقات الثنائية التي تجمع بين جزر مارشال وموريشيوس.

## مقارنة بين البلدين
هذه مقارنة عامة ومرجعية للدولتين:
| وجه المقارنة                                              | جزر مارشال                     | موريشيوس                 |
| --------------------------------------------------------- | ------------------------------ | ------------------------ |
| المساحة (كم2)                                             | 181                            | 2.04 ألف                 |
| عدد السكان (نسمة)                                         | 53.13 ألف                      | 1.26 مليون               |
| الكثافة السكانية (ن./كم²)                                 | 29.35 ألف                      | 617.65                   |
| العاصمة                                                   | ماجورو                         | بورت لويس                |
| اللغة الرسمية                                             | لغة إنجليزية، اللغة المارشالية | لغة إنجليزية، لغة فرنسية |
| العملة                                                    | دولار أمريكي                   | روبي موريشي              |
| الناتج المحلي الإجمالي (بليون دولار)                      | 199.40 مليون                   | 13.34 مليار              |
| الناتج المحلي الإجمالي (تعادل القوة الشرائية) بليون دولار | 207.25 مليون                   | 25.36 مليار              |
| الناتج المحلي الإجمالي الاسمي للفرد دولار أمريكي          | 3.38 ألف                       | 9.25 ألف                 |
| الناتج المحلي الإجمالي للفرد دولار أمريكي                 | 3.80 ألف                       | 18.59 ألف                |
| مؤشر التنمية البشرية                                      |                                | 0.777                    |
| رمز المكالمات الدولي                                      | +692                           | +230                     |
| رمز الإنترنت                                              | .mh                            | .mu                      |
| المنطقة الزمنية                                           | ت ع م+12:00                    | ت ع م+04:00              |

## منظمات دولية مشتركة
يشترك البلدان في عضوية مجموعة من المنظمات الدولية، منها:
| علم المنظمة | اسم المنظمة                                 | تاريخ انضمام جزر مارشال | تاريخ انضمام موريشيوس |
| ----------- | ------------------------------------------- | ----------------------- | --------------------- |
|             | تحالف الدول الجزرية الصغيرة                 | ?                       | ?                     |
|             | البنك الدولي للإنشاء والتعمير               | 21 مايو 1992            | 23 سبتمبر 1968        |
|             | يونسكو                                      | 30 يونيو 1995           | 25 أكتوبر 1968        |
|             | الاتحاد الدولي للاتصالات                    | 22 فبراير 1996          | 30 أغسطس 1969         |
|             | مؤسسة التمويل الدولية                       | 23 سبتمبر 1992          | 23 سبتمبر 1968        |
|             | منظمة الشرطة الجنائية الدولية               | ?                       | ?                     |
|             | مؤسسة التنمية الدولية                       | 19 يناير 1993           | 23 سبتمبر 1968        |
|             | الأمم المتحدة                               | 17 سبتمبر 1991          | 24 أبريل 1968         |
|             | مجموعة دول أفريقيا والكاريبي والمحيط الهادئ | ?                       | ?                     |
|             | منظمة حظر الأسلحة الكيميائية                | ?                       | ?                     |